# キッツムケイラム
キッツムケイラム（英語：Kitsumkalum）は、カナダのブリティッシュコロンビア州に居住する先住民族であり、ツィムシアンネイションに属する14の部族のうちの一部族である。またブリティッシュコロンビア州テラスの市街地の東に隣接する彼らの住まうファーストネーションの名前である。

## 概要
キッツムケイラム川がここでスキーナ川と合流する。伝統的なキッツムケイラム部族のテリトリーは、キッツムケイラム側の流域をほぼ覆っているが、その隣にあり、同じくツィムシアン族のギトラン部族が伝統的にテリトリーとしていた、ズィマコード川の流域についてもその権利を主張している。 
キッツムケイラムという部族の名はもともと、ギッツムゲールム　Gitsmgeelmといい、ツィムシアン語でgit-（～の人びと）と、キッツムケイラム川の岩の上を流れる浅い川にできる浅瀬に由来する-geelmから来ている。
民族学者ジェームズ・A・マクドナルドによると、以下のイエ集団（拡大母系集団）が、キッツムケイラム部族を形成している （書誌を参照のこと）：
- House of Ligiudziiws -- ガナーダ（ワタリガラス・クラン）（現在はラウラ・タルボットがチーフをしている）
- House of Łagaax & 'Wiidildal -- ギスプドワダ（ワタリガラス・クラン）（現在はアレックス・ボルトンがチーフをしている）
- House of Niisgankwadzeks -- ラクスギーク（ワシ・クラン）
- House of Niisgeel -- ラクスギーク（ワシ・クラン）
- House of Wudiwiye & Wuneeymhapiskw -- ラッキブー（オオカミ・クラン）（現在はヴェラ・ヘンリーがチーフをしている）
- House of Xpilaxha -- ガナーダ （ワタリガラス・クラン）（現在はジェラルド・ウェスリーがチーフをしている）

これらのイエのうち、Nisgeelのイエは、このイエに属する口承物語（アダワ）によると、Nisgeelのリーダーシップのもと、キッツムケイラム峡谷の最初の居住者を代表している。
伝統的には、キッツムケイラムの村落の主要部は、キッツムケイラム川の峡谷にある、Da?k Gyilakyawもしくは"Robin Town"に位置している。この場所は1930年代より後になると、使われなくなった。ガナーダとラッキブーの本拠地であるもうひとつの村は、Gitxondak?といい、峡谷とケイラム湖のあいだに位置していた。近代のキッツムケイラムの村は、第三の場所であり、キッツムケイラム川がスキーナ川に注ぐハイウェイ16号の右手あたりにある。1983年時点でのコミュニティの人口は74人だった。
マクドナルドはまた、キッツムケイラムのコミュニティと関係がある、他のツィムシアン族の諸部族に由来するイエ集団として、以下のものをあげている。
- House of Gitxon/Nisgitloop -- キツァラス部族
- House of Niiskiimas -- ラッカラームスのen:Giluts'aaw部族
- House of Niishaywaaxs -- キツァラス部族
- House of Spooxs -- ラッカラームスのギスパクローツ部族

1870年代から1960年代まで、多くのキッツムケイラム部族およびキツァラス部族のツィムシアン族の人びとが、キャナリー（主にサケを扱う缶詰工場）の街であり、スキーナ川のはるか下流、エスカトール川とスキーナ川の合流地点に位置するポートエシントンで暮らしていた。（60年代に火災で焼失した後、現在ではゴーストタウンと化している。）
キッツムケイラムにおける伝統文化の、近代におけるリバイバルにおいて、重要な出来事として、1987年の"Su-Sit'aatk"の二本のトーテムポールライジングフィーストがある。そのポールは、キッツムケイラム出身者のチーム、ドロシー・ホーナー、ミルトル・レイドロー、サンドラ・ウェスリー、ノーマン・ホーナー、ノーマ・ホーナーの支援で、ハイダ族の彫刻家であるフリーダ・ディージングが彫ったものであった。（http://mcdonald.unbc.ca/の記述を参照のこと）

## 書誌
- Inglis, Gordon B., et al. (1990) "Tsimshians of British Columbia since 1900."  In Handbook of North American Indians, Volume 7: Northwest Coast, pp. 285-293.  Washington: Smithsonian Institution.
- McDonald, James A. (1983) "An Historic Event in the Political Economy of the Tsimshian: Information on the Ownership of the Zimacord District."  B.C. Studies, no. 57, pp. 24-37.
- McDonald, James A. (2003) People of the Robin: The Tsimshian of Kitsumkalum.  CCI Press.
- Stewart, Hilary (1993)  Looking at Totem Poles.  Vancouver, B.C.: Douglas & McIntyre.